# シッラマエ

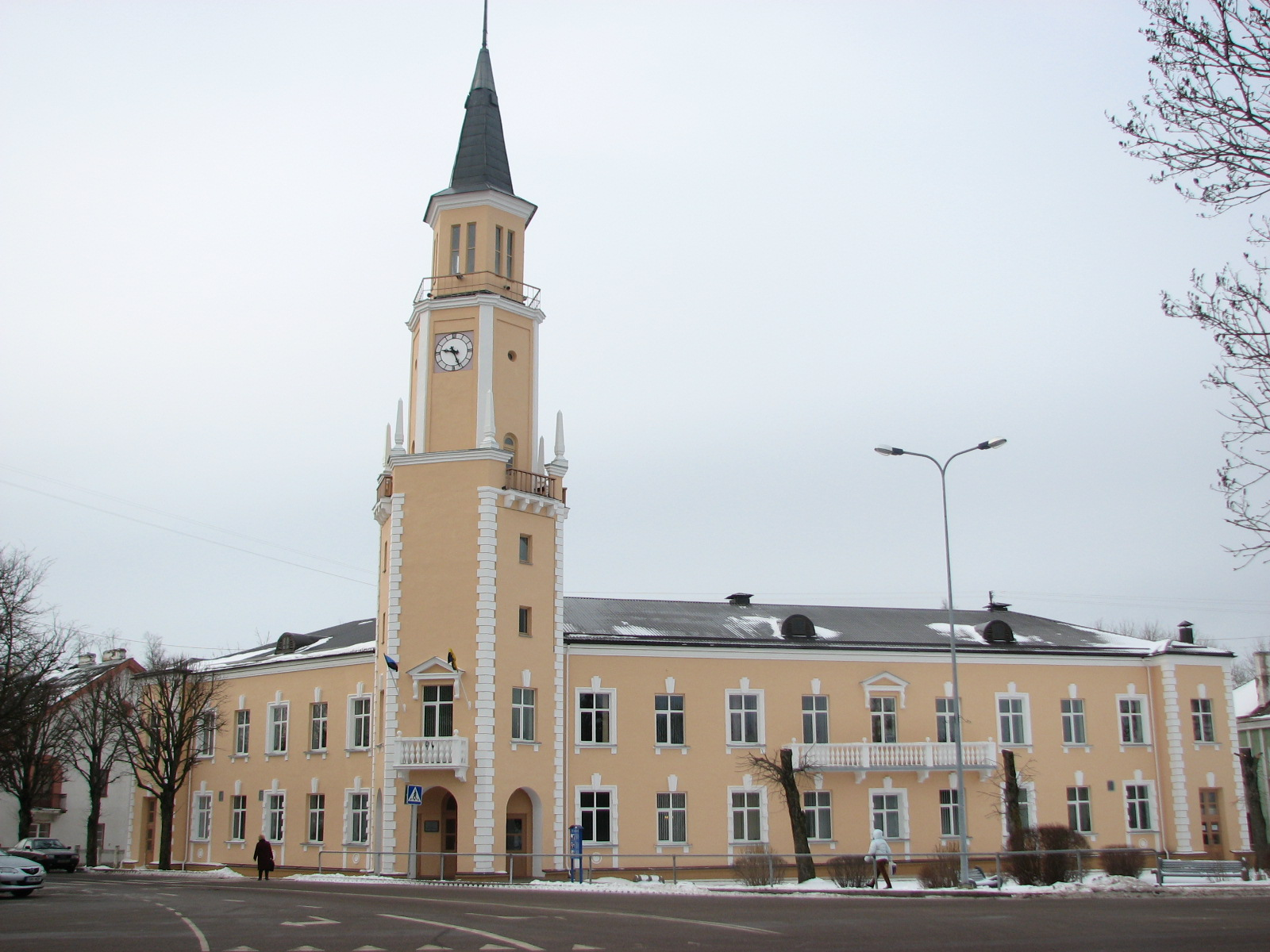
シッラマエの市庁舎

シッラマエ（エストニア語: Sillamäe、ロシア語: Силламяэ）は、エストニアのイダ＝ヴィル県に属する工業都市。エストニア北部のフィンランド湾沿いに位置しており、エストニアとロシアの国境に近い。フェリーで、フィンランドのコトカと結ばれている。人口は16,567人（2006年）。

## 歴史

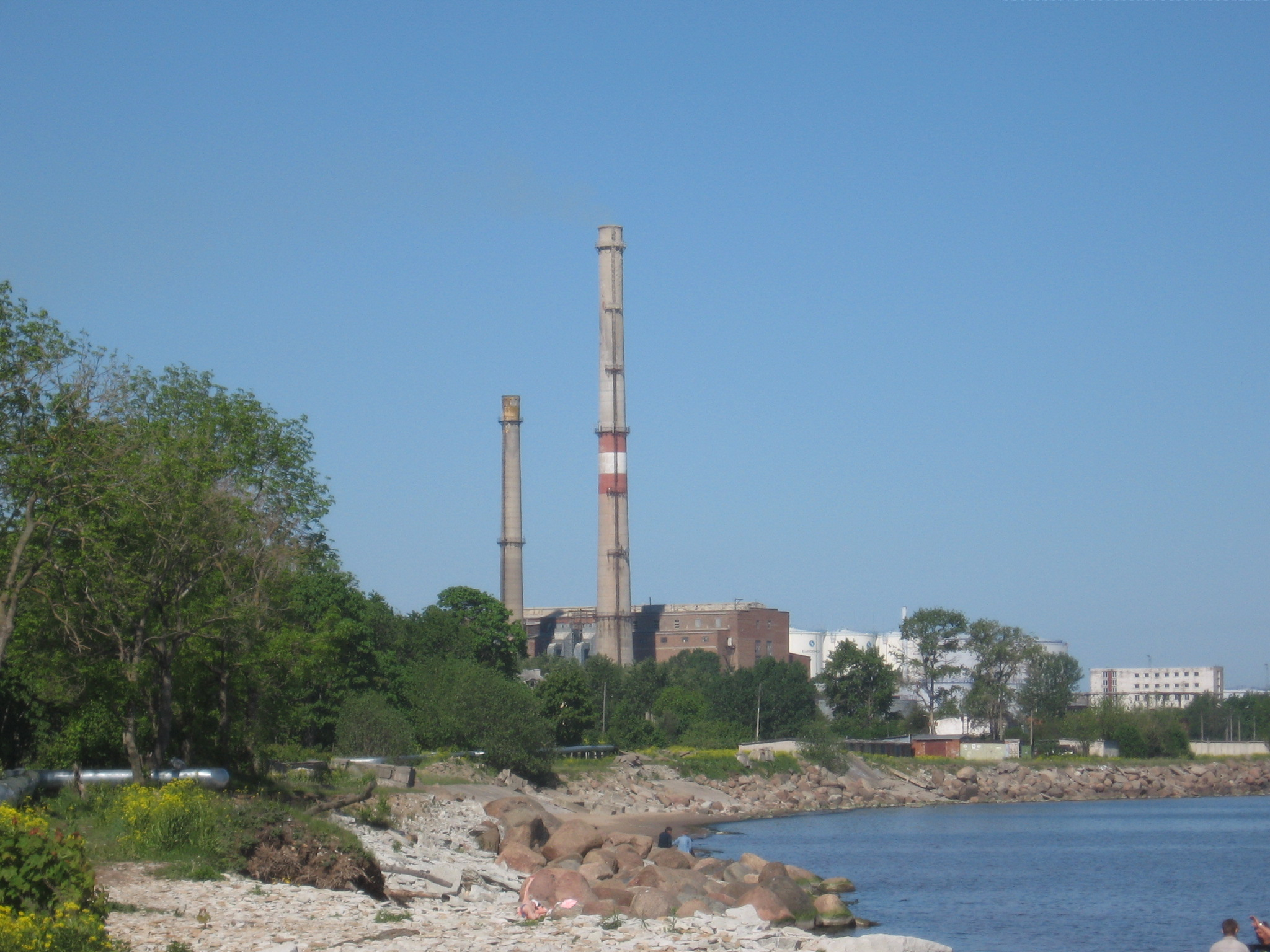
発電所

1502年、リヴォニア帯剣騎士団が来訪した地域として、史料上にシッラマエについての記載がみられる。19世紀には、サンクトペテルブルクの知識人たちに夏の保養地として知られており、イワン・パブロフやピョートル・チャイコフスキーもこの地で休養した。第一次世界大戦後にエストニアが独立した後もこの地域は観光地として人気があり、600-700人程度の人口の街に、およそ1500人程度の観光客が訪れた。家々のうち、8割程度は別荘であった。1928年より工業化が図られ、1936年には輸出のための港が建てられた。
第二次世界大戦中、ソヴィエト連邦の軍事侵攻によってシッラマエはソ連の支配下に入った。冷戦に突入してからソヴィエト連邦の崩壊までの間、シッラマエは「閉鎖都市」とされており、その情報は乏しい。その理由として、この地で原子力産業が育成されたことと、核兵器の生産などが行われていたことを指摘する見方もある。ウランが採掘され、冷戦期には他の東欧諸国にも供給されていた。
1950年には街の人口は1万人程度で、1957年より都市としての地位が認められた。1998年より、バルト海沿岸都市連合（Union of the Baltic Cities、Union Baltischer Städte）に加わった。

## 住民
人口
| 年   | 1940   | 1965   | 1994   | 2004   | 2006   |
| ---- | ------ | ------ | ------ | ------ | ------ |
| 人口 | 02,642 | 09,838 | 20,104 | 16,806 | 16,567 |

民族構成（2000年）:
- ロシア系: 85.8%
- エストニア系: 4.2%
- ウクライナ系: 3.0%
- ベラルーシ系: 2.8%
- フィン系: 1.0%
- その他: 3.2%

## スポーツ
JKシッラマエ・カレフが、シッラマエを本拠地とするサッカークラブ。エストニア代表歴のあるアンドレイ・シドレンコフが、2001年に在籍していた。

## 姉妹都市・友好都市
（国外）
- ノキア（フィンランド）
- コトカ（フィンランド）
- ハバディグレイス（アメリカ合衆国、メリーランド州）
- Bützow（ドイツ）
- Browary（ウクライナ）

（国内）
- ケルトラ